# Kosmos PO Aircompany

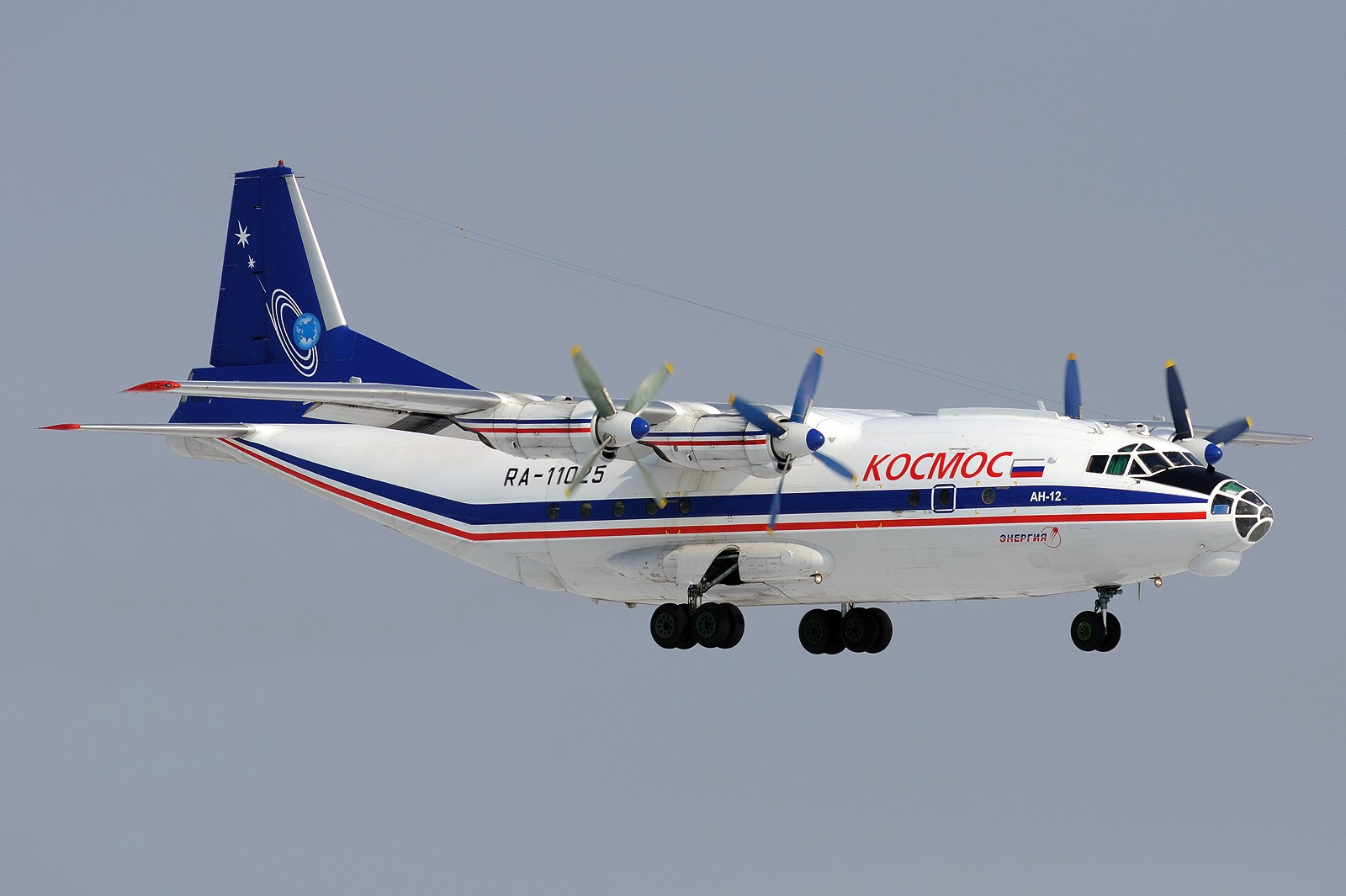
Antonov An-12BP nella livrea Kosmos

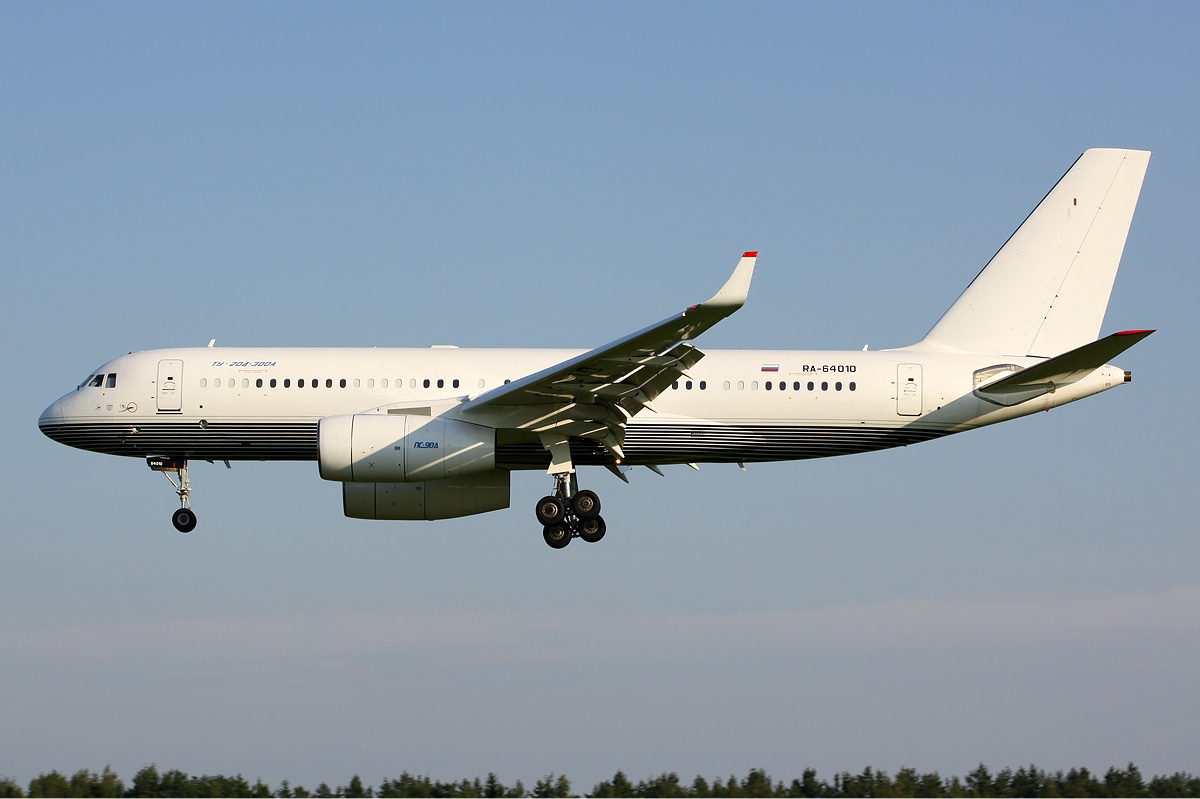
Tupolev Tu-204-300A della Kosmos nella livrea della Business Aero.

La Kosmos PO Aircompany (in russo: КОСМОС производственное объединение, traslitt.: Kosmos Proizvodstvennoe obiedinenie) conosciuta anche come Kosmos Aviation Company  è una compagnia aerea russa con sede all'Aeroporto di Mosca-Vnukovo-3.
Hub principale è l'aeroporto di Mosca-Vnukovo-3 (UUWW).

## Codici
- Codice IATA:  K6 (codice internazionale); ГК (codice interno)
- Codice ICAO: KSM
- Callsign: KOSMOS

## Storia
La compagnia aerea russa Kosmos PO Aircompany (in russo:ЗАО "Авиакомпания "Космос") è stata fondata il 14 febbraio 1995.
La compagnia aerea attuale è stata fondata sulla base della Divisione Speciale dell'Aviazione dell'NII di Korolev (OKB-1) creata nel 1948.

## La flotta nel 2012
Aerei cargo
- 4 Antonov An-12BK [1][2])
- 1 Ilyushin Il-76TD

Aerei passeggeri
- 4 Tupolev Tu-134AK/A-3
- 1 Tupolev Tu-154M
- 1 Tupolev Tu-204-300

La flotta della Kosmos include gli aerei Tupolev Tu-134A-3, Tupolev Tu-134AK, Tupolev Tu-204-300 in composizione VIP e business.
Gli aerei della flotta passeggeri della Kosmos sono stati attrezzati con il sistema ILS-134 (in inglese: Instrumental Landing System-134, in russo: АБСУ-134) e il sistema dei radiofari e del sistema di navigazione satellitare che permettono di effettuare gli atterraggi automatici con la visibilità ridotta secondo la categoria II ICAO.

## Ordinazioni
- 5 Tupolev Tu-204CM[3]

## Flotta storica
- Antonov An-12B
- Antonov An-26
- Tupolev Tu-134A/B-3

## Terminal
L'Aeroporto di Mosca-Vnukovo-3 è la base tecnica per la manutenzione della flotta della compagnia aerea russa.
La Kosmos PO Aircompany dispone di un proprio terminal-passeggeri nell'aeroporto il "Kosmos-Terminal".

## Strategia
Kosmos PO Aircompany fa parte della Corporazione Missilistico-Spaziale Russa “Energia” in nome di Sergej Pavlovic Korolev (in russo: Ракетно-космическая корпорация "Энергия" имени С.П. Королёва, in inglese: S. P. Korolev Racket and Space Corporation).
La principale attività della compagnia aerea sono i voli charter per i cosmodromi russi, i voli VIP per il Governo ed i deputati della Duma (Il Parlamento della Russia) ed il trasporto speciale per la Corporazione Spaziale Russa “RKK Energia” in Russia e nel mondo: i paesi CSI, Medio Oriente, Asia, Africa.

## Accordi commerciali
- Banca Moscow Capital
- Kavminvodyavia (interline)
- Magas
- Meridian Air (leasing operativo)
- Moskovia Airlines (interline)
- Rubystar (cargo)